# Chi tiêu tiêu dùng

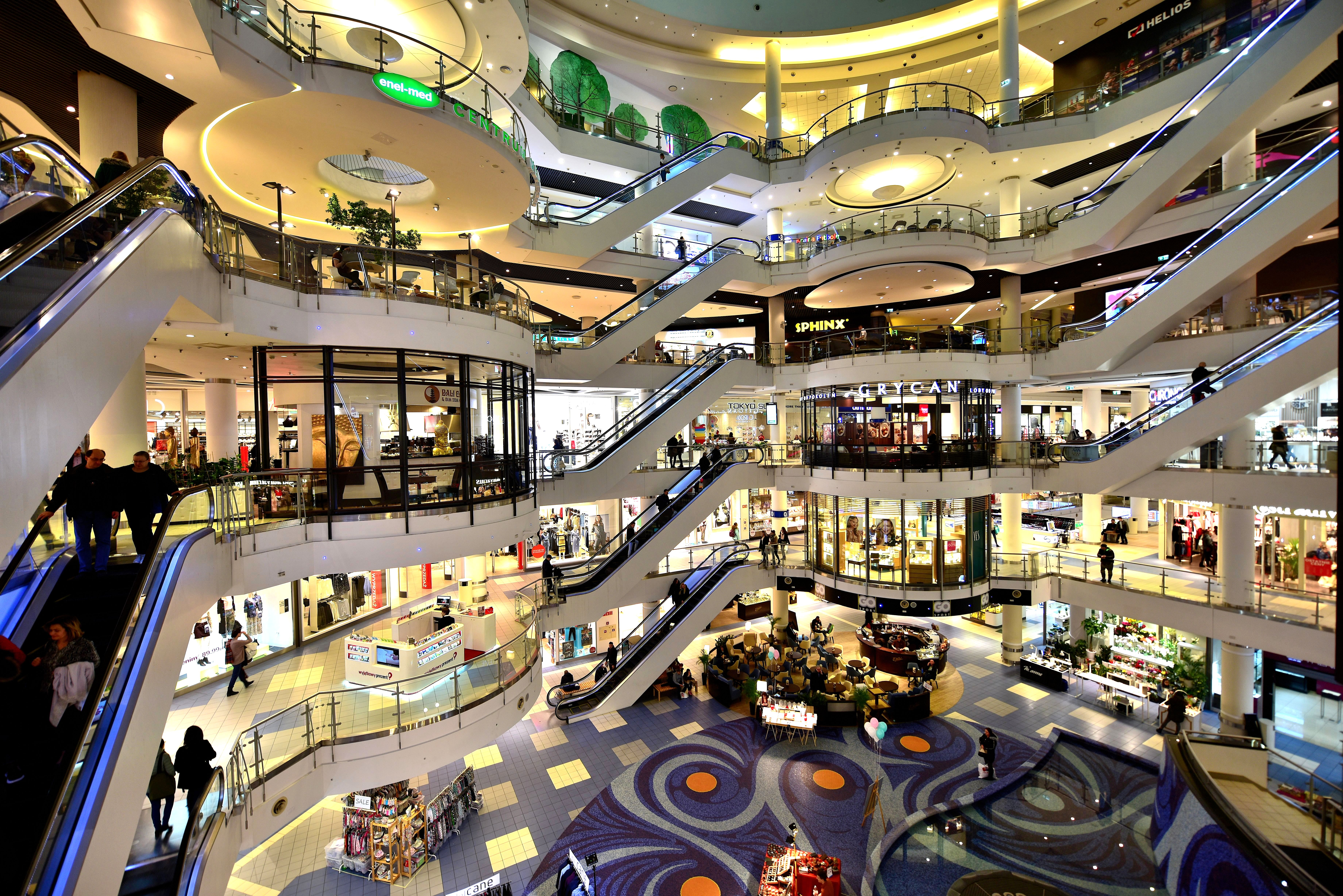
Người tiêu dùng mua nhiều mặt hàng và dịch vụ tại trung tâm mua sắm

Chi tiêu tiêu dùng hay chi tiêu của người tiêu dùng (tiếng Anh: Consumer spending) là tổng số tiền chi tiêu cho hàng hóa và dịch vụ cho mục đích của cá nhân và hộ gia đình.
Có hai thành phần chi tiêu của người tiêu dùng: tiêu dùng dẫn dụ (bị ảnh hưởng bởi mức thu nhập) và tiêu dùng tự định (không bị ảnh hưởng).

## Những yếu tố kinh tế vĩ mô

### Thuế
Thuế là một công cụ điều chỉnh kinh tế. Các chính sách thuế của chính phủ tác động đến các nhóm người tiêu dùng, chi tiêu ròng của người tiêu dùng và niềm tin của người tiêu dùng. Các nhà kinh tế học kỳ vọng việc thao túng thuế sẽ làm tăng hoặc giảm chi tiêu của người tiêu dùng, mặc dù ảnh hưởng cụ thể của việc này thường là chủ đề gây tranh cãi.
Thao túng thuế cơ bản như một chất kích thích hoặc ngăn chặn chi tiêu của người tiêu dùng, đó là một phương trình cho tổng sản phẩm quốc nội (GDP). Phương trình là GDP = C + I + G + NX, trong đó C là tiêu dùng tư nhân, I là đầu tư tư nhân, G là chính phủ và NX là xuất khẩu ròng trừ nhập khẩu. Sự gia tăng chi tiêu của chính phủ tạo ra nhu cầu và mở rộng kinh tế. Tuy nhiên, việc tăng chi tiêu của chính phủ chuyển thành tăng thuế hoặc thâm hụt chi tiêu. Điều này tạo ra tác động tiêu cực tiềm tàng đến tiêu dùng tư nhân, đầu tư và / hoặc cán cân thương mại.

### Tâm lý người tiêu dùng
Tâm lý người tiêu dùng là thái độ chung đối với nền kinh tế và sức khỏe của thị trường tài khóa, và chúng là một phần chính trong chi tiêu của người tiêu dùng. Tâm lý có khả năng  gây ra biến động trong nền kinh tế một cách mạnh mẽ, bởi vì nếu thái độ của người tiêu dùng đối với tình trạng của nền kinh tế là xấu, thì họ sẽ chi tiêu rất miễn cưỡng. Do đó, tâm lý là một yếu tố dự báo mạnh mẽ của nền kinh tế, bởi vì khi mọi người có niềm tin vào nền kinh tế hoặc vào những gì họ tin rằng sẽ sớm xảy ra, họ sẽ chi tiêu và đầu tư một cách tự tin hơn. Tuy nhiên, không phải lúc nào tâm lý cũng ảnh hưởng đến thói quen chi tiêu của một bộ phận người tiêu dùng nhiều như những người khác. Ví dụ, một số hộ gia đình đề ra  mức chi tiêu ngoài mức thu nhập của họ một cách nghiêm ngặt, để thu nhập của họ bằng, hoặc gần bằng mức chi tiêu (bao gồm cả tiền tiết kiệm). Những người khác dựa vào tâm lý của họ để quyết định cách họ chi tiêu thu nhập và những thứ tương tự.

### Kích thích kinh tế của chính phủ
Trong thời điểm kinh tế khó khăn hay không ổn định, chính phủ thường cố gắng khắc phục vấn đề bằng cách phân phối các tác nhân kích thích kinh tế, thường dưới hình thức hạ giá hoặc séc. Tuy nhiên, trong quá khứ, các kỹ thuật như vậy đã thất bại vì một số lý do. Như đã đề cập trước đó, việc hoãn tài chính tạm thời hiếm khi thành công vì mọi người thường không thích thay đổi thói quen chi tiêu quá nhanh. Ngoài ra, mọi người đã nhanh trí nhận ra rằng các gói kích thích kinh tế là vì kinh tế suy thoái, và do đó họ thậm chí còn miễn cưỡng hơn khi chi tiêu. Thay vào đó, họ sẽ gửi tiết kiệm, điều này cũng có khả năng giúp thúc đẩy nền kinh tế. Bằng cách giữ tiết kiệm, các ngân hàng thu được lợi nhuận và có thể giảm lãi suất, sau đó khuyến khích mọi người tiết kiệm ít lại và thúc đẩy chi tiêu trong tương lai.

### Nhiên liệu
Khi nguồn cung cấp nhiên liệu bị gián đoạn, nhu cầu về những loại hàng hóa phụ thuộc vào nhiên liệu như xe cơ giới và máy móc có thể giảm. Sự gián đoạn trong nguồn cung cấp nhiên liệu tạo ra tình trạng không rõ ràng về số lượng sẵn có và giá cả sắp tới của các nguồn cung cấp này. Thông thường, người tiêu dùng sẽ không mua các sản phẩm phụ thuộc vào năng lượng cho đến khi họ chắc chắn được rằng nhiên liệu sẽ có sẵn để sử dụng cho sản phẩm.
Việc tăng giá nhiên liệu không dẫn đến giảm nhu cầu vì nó không co giãn. Thay vào đó, thu nhập được chi cho nhiên liệu nhiều hơn, và ít hàng có sẵn hơn để mua các hàng hóa khác. Điều này dẫn đến sự sụt giảm tổng thể trong chi tiêu của người tiêu dùng.

## Dữ liệu

### Hoa Kỳ
Năm 1929, chi tiêu của người tiêu dùng chiếm 75% nền kinh tế của quốc gia. Con số này đã tăng lên 83% vào năm 1932, khi chi tiêu kinh doanh giảm. Chi tiêu của người tiêu dùng đã giảm xuống còn khoảng 50% trong Thế chiến II do lượng chi tiêu lớn của chính phủ và sự thiếu hụt các sản phẩm tiêu dùng. Chi tiêu tiêu dùng ở Mỹ đã tăng từ khoảng 62% GDP vào năm 1960, giữ mức đó cho đến khoảng năm 1981, và kể từ đó đã tăng lên 71% vào năm 2013.
Tại Hoa Kỳ, số liệu Chi tiêu của Người tiêu dùng do Cục Phân tích Kinh tế công bố bao gồm ba loại chi tiêu cá nhân lớn.
- Hàng tiêu dùng lâu bền: xe cơ giới và các bộ phận, đồ đạc và thiết bị gia dụng lâu bền, hàng hóa và phương tiện giải trí, và các hàng hóa lâu bền khác.
- Hàng tiêu dùng không bền: thực phẩm và đồ uống để tiêu thụ ngoài cơ sở, quần áo và giày dép, xăng dầu và các hàng hóa năng lượng khác, và các hàng hóa không lâu bền khác.
- Dịch vụ: nhà ở và tiện ích, chăm sóc sức khỏe, dịch vụ vận chuyển, dịch vụ giải trí, dịch vụ ăn uống và chỗ ở, dịch vụ tài chính và bảo hiểm, và các dịch vụ khác.